# François de Robespierre
Maximilien-Barthélémy-François de Robespierre (Arras, 17 febbraio 1732 – Monaco di Baviera, 6 novembre 1777) è stato un avvocato e insegnante francese.
Fu il padre di Maximilien, Charlotte e Augustin de Robespierre.

## Biografia

### Famiglia e primo orientamento
Nato ad Arras il 17 febbraio 1732, François de Robespierre era il figlio maggiore di Maximilien de Robespierre (1694-1762), avvocato massone giacobita del consiglio provinciale e superiore di Artois dal 1720, proveniente da una famiglia di persone in veste artesiana, e di Marie-Marguerite-Françoise Poiteau (1708-1770), figlia di un ricco mercante borghese d'armi, che sposò il 30 gennaio 1731 nella parrocchia di Saint-Géry di Arras. Fu battezzato il giorno dopo nella parrocchia di Saint-Aubert. Suo fratello minore, Louis-Alexandre-Joseph, morì il 5 luglio 1733, tre mesi e mezzo dopo la nascita. Aveva tre sorelle, Marie-Marguerite-Alexandrine-Eléonore-Eulalie (1735-1791), Aimable-Aldegonde-Henriette (1736-1791) e Marie-Guislaine-Amélie (1738-1756).
Contrariamente alla tradizione familiare nella Francia dell'ancien régime, devoti alla chiesa cattolica e quindi preoccupati dal suo comportamento bizzarro e indisciplinato, fu destinato dai suoi genitori a una carriera religiosa dal 1748 al 1750. Iniziò maldestramente il noviziato ecclesiastico il 21 aprile 1749, con i premonstratensi di Dommartin, a Ponthieu, ma il 17 giugno, al momento di iniziare il ritiro per l'abito, dichiarò all'abate di non sentire alcuna vocazione per la vita monastica e tornò ad Arras, dove fece gli studi classici al collegio dei gesuiti.

### Avvocato ad Arras
Dopo aver studiato legge all'università di Douai, fu ammesso il 30 dicembre 1756 dal decano Guérard de Razincourt come uno dei più importanti avvocati al consiglio di Arras. Lo studente iniziò giurisprudenza oltre i 24 anni e come tale beneficiò di un accordo di studio. Mancava meno di un anno alla facoltà. Conseguì la laurea il 2 luglio 1756 e ottenne la licenza il 2 dicembre dello stesso anno. Successe onorevolmente al padre, che morì il 17 aprile 1762. Era intelligente ed eloquente, ma impulsivo e spendeva senza contare. Secondo Gaillard, professore al collegio locale degli oratoriani dal 1785, occupava il primo posto tra i tanti avvocati del consiglio superiore di Arras ed era rispettato da tutti in città. Era riuscito a crearsi una certa clientela, molto modesta senza dubbio, ma che gli consentiva di difendere in modo quasi interrotto. Così, fu responsabile di trentaquattro casi nel 1763, trentadue nel 1764.
Nel 1757, l'anno in cui Damiens volle ricordare al re Luigi XV i suoi doveri nei confronti del popolo sofferente e lo attaccò con un coltello, l'amore riuscì a correggere le sue bizzarrie. Incontrò Jacqueline-Marguerite Carrault, figlia di un ricco birraio di Arras che frequentava, di tre anni più giovane, senza professione e devota alla chiesa cattolica, che fu una moglie e una madre esemplare. La sposò il 2 gennaio 1758 nella chiesa parrocchiale di Saint-Jean-en-Ronville, peggio ancora dopo averla messa incinta verso la fine di luglio al limite dello scandalo familiare, dopo che una sola pubblicazione di divieti fece la ghironda. Pur rinunciando alla loro opposizione per la differenza di rango, nessun membro della famiglia di Robespierre partecipò alla stesura del contratto di matrimonio o alla cerimonia religiosa priva di sfarzo, ma nel corso dei mesi il risentimento svanì. Nel 1763 viveva in rue des Jésuites, oggi du Collége. In quattro anni, con la famiglia che si stava espandendo, cambiò residenza quattro volte e visse successivamente nelle parrocchie di Saint-Géry, Sainte-Marie-Madeleine, Saint-Étienne e Saint-Aubert.
Da sempre molto innamorati, la coppia ebbe cinque figli: Maximilien-Marie-Isidore, Marie-Marguerite-Charlotte, Henriette-Eulalie-Françoise (1761-1780) e Augustin-Bon-Joseph. Il più giovane, troppo debole, nacque e morì nella parrocchia di Saint-Aubert il 4 luglio 1764, seguito dodici giorni dopo, il 16 luglio, dalla madre di tubercolosi in conseguenza del parto, quattro giorni prima di compiere 29 anni. Il suocero, Jacques-François Carrault, sviluppò un'antipatia per lui, che considerava il colpevole della morte della figlia: all'epoca si credeva che la causa della tubercolosi fosse la vita sessuale eccessivamente attiva e François non trascurava i doveri coniugali, una delle ragioni per cui Maximilien non si sposò mai.

### Viaggi e scomparsa
Devastato completamente dalla prematura e tragica morte dell'amata moglie, non si riprese più dal dolore che lo consumava. Dalla cerimonia religiosa nella chiesa di Saint-Aubert il 17 luglio, era stato strano: si era rifiutato di firmare il certificato di morte e non teneva più il suo studio come doveva. Sentendosi incapace di allevarli egli stesso, abbandonò deliberatamente i suoi quattro figli sopravvissuti, affidandoli ai parenti stretti, e seguì il consiglio dei suoi amici preoccupati, iniziando contemporaneamente a viaggiare nella pianura artesiana, poi per l'Europa, in Belgio, Olanda e Germania, conducendo la sua esistenza fuori dagli schemi del tempo: vagabondo che dormiva sotto le stelle. Tuttavia, se cessò di apparire dal 16 novembre 1764 nel registro delle udienze del consiglio di Artois, diciotto mesi dopo si trovava ancora ad Arras e non doveva partire fino al 1766 o 1767.
Rimase alcune settimane senza occuparsi degli affari. Tuttavia, dal 6 agosto 1764, riprese la via del governo di Arras, dove perorò, in appello, una causa per la dama Coûtant, vedova Blondel, contro Jean-Baptiste Legillon e sua moglie; Houdart Duchâteau e Pierre Blondel; Jean Blondel, e altri. La sua clientela perse l'appello di una sentenza della signoria di Hézecques, poi portata davanti al siniscalcato di Saint-Pol. Lo stesso giorno, vinse una causa per la dama de Cambray, vedova Leclercq, contro Ph. Saudemont e contro Robert Levai e sua moglie. Poi, il 13 agosto 1764, difese ancora Dubrulle e consorti contro Jean Dartois e sua moglie.
Il 30 dicembre 1764, sebbene ancora iscritto all'ordine degli avvocati di Arras, conoscendo la sua capacità ed esperienza negli affari, fu nominato da Eustache-Joseph d'Assignies, conte d'Oisy, gran balivo di castellania e contea di Oisy e signoria di Sauchy-Cauchy e di Rumaucourt, con onori, prerogative, emolumenti ordinari e consuetudinari, all'espressa condizione di risiedere a Oisy, vicino a Marquion, e di non poter pretendere alcuna somma per i suoi onorari nei procedimenti penali. Prestò giuramento il 7 gennaio 1765, ma queste funzioni subalterne, anche se era la presidenza di una sede importante della giustizia, non gli sembravano adatte e tornò senza indugio ad Arras il 15 luglio.
Inoltre, fu all'udienza del governo di Arras del 13 marzo 1765, difendendo Jean Watel e sua moglie, Ursule Gaufrère, contro Joseph Garlier e Marie Caufrère, sua moglie. Questo caso di successione richiese diverse udienze e compariva ancora nel registro del 9 dicembre 1765.
Aveva conosciuto personalmente l'abate Proyart, quando costui viveva ad Arras. Uomo di grande giustizia nel regno, al contrario dei futuri convenzionali Maximilien e Augustin e della loro sostenitrice Charlotte, difendeva con veemenza la monarchia e la chiesa francese, e si preoccupava più della dinastia dei Borboni che della sua stessa prole. Infatti, quando Luigi Ferdinando di Francia, il delfino di Francia figlio di Luigi XV, stava morendo di tubercolosi nel novembre 1765, aveva notato la preoccupazione generale ed era indignato per la mancanza di compassione portata dall'ordine degli avvocati di Arras, non riunito in una degna e inevitabile occasione, nell'ordinare preghiere pubbliche di condoglianze al re per la guarigione del principe. Il 3 dicembre, ironia della sorte lo stesso giorno del discorso pronunciato dal figlio traditore per la condanna a morte di Luigi XVI, figlio del delfino, nel 1792, con il linguaggio che, a quanto pare, non era quello di un uomo profondamente depresso e che aveva rinunciato a tutte le attività professionali, scrisse questa lettera di protesta al suo collega e amico Maximilien Baudelet:
Aveva quindi ripreso la professione di avvocato, e ancora comparì all'udienza della suddetta sede, il 3 marzo 1766, per Marie-Glaire Carpentier, vedova Tabary, contro i maestri chirurghi reali di Arras, condannati per inadempienza. Tuttavia, i suoi affari e le sue finanze erano a rischio di crollare.
Poi, il 22 marzo 1766, prese in prestito dalla sorella Henriette la somma di 700 livres e dieci suoli, forse per prepararsi a un viaggio. Il 30 ottobre 1768 era comunque ad Arras, questa volta chiedendo aiuto alla madre, ritirata dalla sua vedovanza al convento des Dames de la Paix: in questa occasione, dichiarò di rinunciare alla sua eventuale successione a favore delle sorelle Henriette ed Eulalie, tutrici delle figlie, considerato che la madre gli aveva già dato più di quanto avrebbe potuto portargli la sua quota, sia per lui che per i suoi figli.
Poi, due sue lettere, inviate da Mannheim, nel Palatinato renano, dove avrebbe gestito un istituto con una compagna sconosciuta, confermano che viveva in Germania l'8 giugno 1770, quando confermò la sua rinuncia a favore delle sorelle, a seguito della morte della madre, il 17 maggio, e il 3 ottobre 1771. Il ritorno ad Arras venne datato nel luglio 1771.
Il 4 giugno 1772, quando scomparve definitivamente, secondo il registro delle udienze del governo di Arras e del consiglio provinciale di Artois, tornò ad Arras, dove perorò quindici casi. Il 17 febbraio, difese i cappellani della collegiata di Sainte-Croix, di Cambrai, contro Anne-Joseph Cagnion, vedova Podevin, condannata per inadempienza. Il 3 giugno, difese al consiglio di Artois per la Francia contro Pierre Magin, quest'ultimo condannato per inadempienza, e il giorno dopo perse, al governo, un processo per la coppia Evrard-Dumont, condannata a consegnare ad Alexis Plaisant (difensore Giroux) la croce d'oro in questione.
In sintesi, durante i sette mesi in cui si hanno atti specifici, vale a dire dal 3 ottobre 1771 al 4 giugno 1772, era iscritto nei registri delle udienze del governo di Arras e del consiglio di Artois ventidue volte per diciannove casi. Una delle cause più interessanti che dovette sostenere fu quella di Denis-Joseph Vichery, contro il marchese François de Bonneguise, erede del vescovo di Arras, Jean de Bonneguise, e contro i tesorieri in garanzia.
Infine, il 20 marzo 1778, alla morte del suocero, tutore dei figli Maximilien e Augustin, una sentenza dell'assessore di Arras indicò che, essendo assente, era rappresentato, durante l'inventario e la stima dei mobili del defunto, dal sergente di cantiere dell'assessore. Successivamente, se si vuole credere a questo documento, si perse la sua traccia.

Trascorse diversi anni a Colonia e nel Palatinato, prima di fermarsi nel regno di Baviera, dove morì da emigrato volontario a Schäftlarnstraße, nella parrocchia di Monaco, il 6 novembre 1777, all'età di 45 anni, sfinito dal dolore insopportabile per la perdita della moglie e dalla fatica per il suo girovagare. Per sopravvivere, in questa città, aveva fondato una piccola scuola di francese, dove era maestro di lingue per bambini. La sua povera tomba, ritrovata nel 1956 da Irmgard Hörl (1927-1973), una professoressa del liceo di Monaco laureata in filosofia, dopo essere riuscita a scoprire il suo atto d'inumazione e aver inviato una copia del documento ufficiale al municipio di Arras il 4 febbraio 1958, tre mesi prima del bicentenario della nascita di Robespierre, si trova nell'ex cimitero cattolico vicino alla chiesa del Salvatore, nel distretto urbano di Altstadt, ma la targa commemorativa sulla parete est non lo menziona: 

## Cultura postuma
Al contrario della sorella Charlotte, che ne parlò nelle sue memorie con una certa indulgenza, Maximilien rimase profondamente turbato dall'abbandono del padre, verso il quale sviluppò un rapporto sempre in bilico tra amore e odio, non totalmente disgiunto dall'amore per la madre, e non evocò mai il suo spiacevole ricordo. Il grande ma illuminato talento di Maximilien, tuttavia, non lo portò a raggiungere gli stessi successi del padre nelle professioni legali del regno, mentre si fece un nome con la politica rivoluzionaria, tanto straordinaria quanto di breve durata.
I figli non seppero mai dove e quando il padre fosse morto, e non lo avevano visto durante le visite ad Arras. Quando scrisse le sue memorie, tra il 1828 e il 1834, Charlotte non ne aveva idea, se non che avrebbe potuto essere all'estero. Il mistero che circondava gli ultimi anni del padre dell'Incorruttibile ha a lungo preoccupato gli storici, fino alla scoperta tedesca degli anni cinquanta.
Non si può sapere se si era risposato e se aveva dei discendenti. Tuttavia, negli archivi della capitale austriaca, ci sono tracce di un "Augustin de Robespierre", morto a Fanghauss, vicino a Vienna.